# 여우 게임

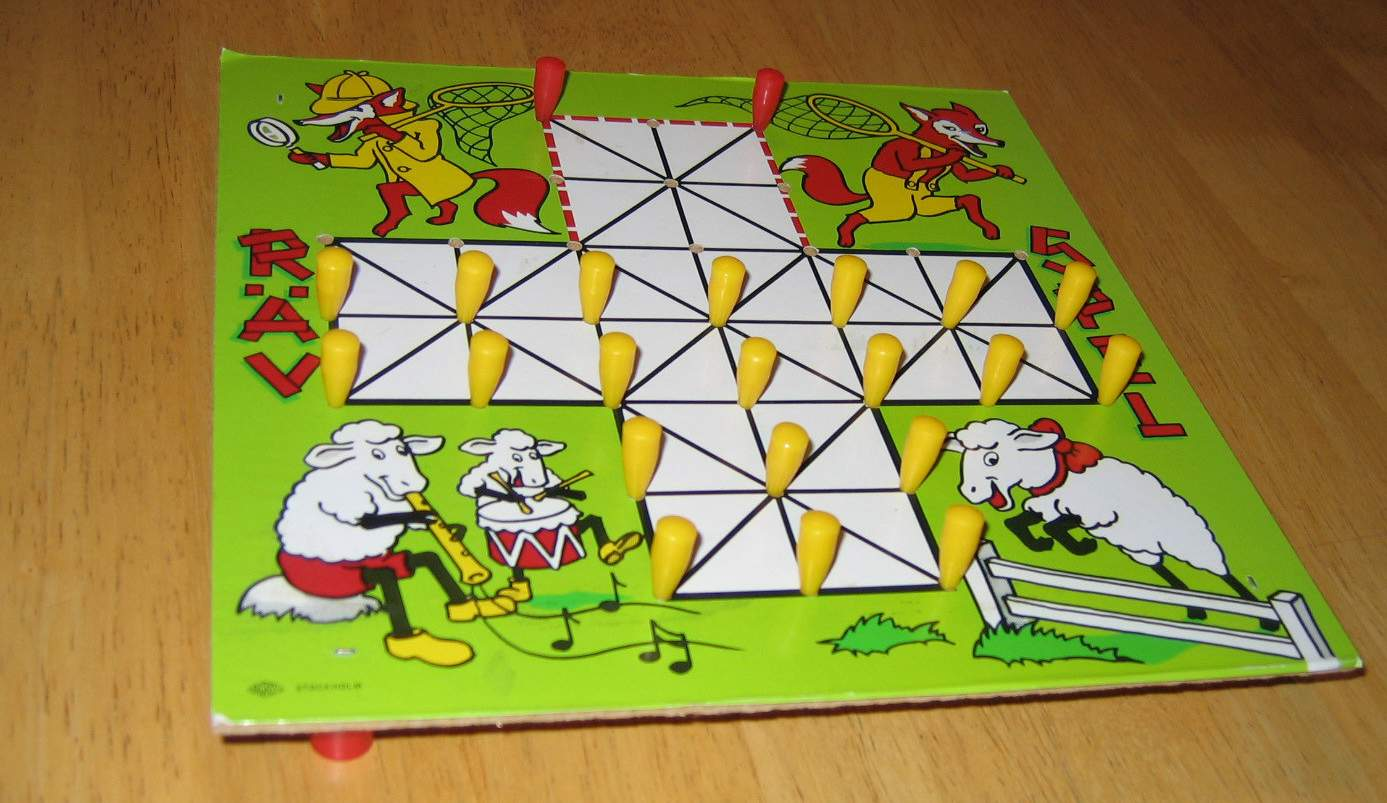
현대판 여우 게임

여우 게임(Fox games) 또는 여우와 거위는 2인용 비대칭 보드 게임의 한 종류로, 한 플레이어는 여우가 되어 거위/양을 잡아먹으려고 하고, 상대 플레이어는 거위/양을 지휘하여 여우를 가두거나 목적지에 도달하려고 시도하는 게임이다. 또 다른 변종인 '여우와 사냥개'(fox and hounds)에서는 여우가 단지 사냥개를 피하려고만 한다.

## 같이 보기
- 페그 솔리테어